# Beifang (Fischerei)

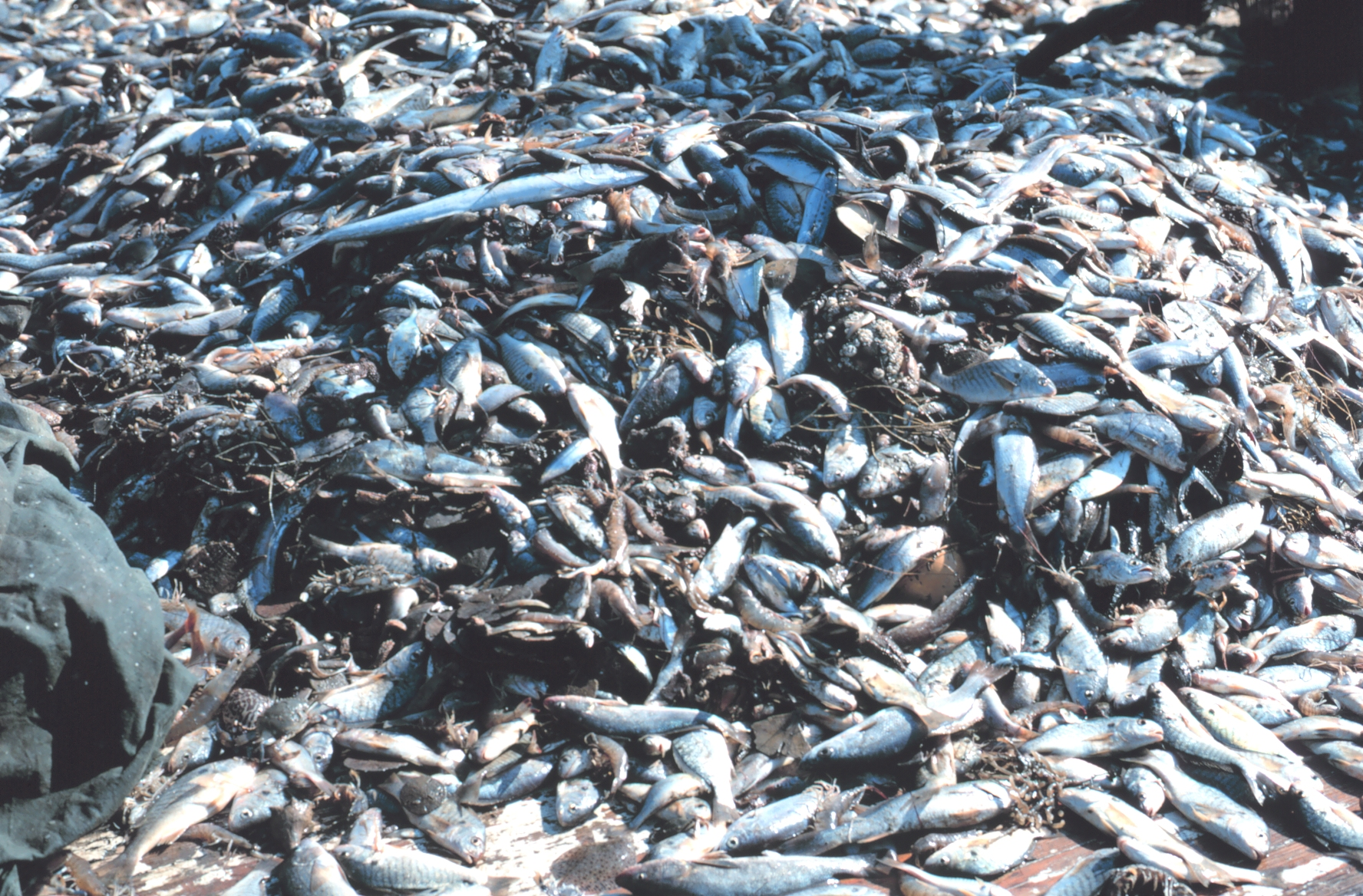
Fang und Beifang einer Garnelenfischerei vor der Ostküste Floridas

Als Beifang werden in der Fischerei diejenigen Fische und andere Meerestiere bezeichnet, die zwar mit dem Netz oder anderen Massenfanggeräten gefangen werden, nicht aber das eigentliche Fangziel des Fischens sind. Der Beifang wird zum Teil verwertet, zum größten Teil aber als Abfall wieder über Bord geworfen (Fachausdruck Discard oder auch Rückwürfe). Häufig überleben die beigefangenen Tiere den Fang und Rückwurf nicht oder werden schwer verletzt. Aufgrund gesetzlicher Regelungen dürfen die Fischer manche beigefangenen Fische gar nicht anlanden, auch wenn diese verwertbar wären. Auch Wale, Delfine, Robben, Meeresschildkröten, Seevögel, Haie und Rochen sterben als Beifang. Zum Beifang kommt es einerseits aufgrund unselektiver Fischfangtechnik, andererseits aber auch aufgrund unnachhaltigen Fischereimanagements.

## Geschätzte Mengen
Frühere Schätzungen gingen davon aus, dass ein Viertel des Fangs als Beifang ins Meer zurückgeworfen wird. Ebenso unsicher ist die Gesamtmenge des Beifangs weltweit, die Angaben reichen laut Greenpeace von 6,8 bis 27 Millionen Tonnen. Als Beifang enden laut Greenpeace pro Jahr unter anderem 100 Millionen Haie und Rochen, etwa 300.000 Wale und Delfine und 100.000 Albatrosse. Nach Angaben des WWF fallen pro Jahr unter anderem 250.000 Meeresschildkröten, mehrere Millionen Haie und Rochen sowie mehr als 300.000 Wale und Delfine als Beifang der Fischerei zum Opfer, außerdem allein durch die europäische Fischerei zwei Millionen Seevögel innerhalb von zehn Jahren.
Die Beifangmenge in der Shrimpfischerei macht mindestens 80 Prozent vom Fang aus. In der Nordsee wird besonders viel Beifang entsorgt. Dort wird jährlich ein Drittel des Fangs als Abfall über Bord geworfen. Das sind eine Million Tonnen Fisch und andere Meerestiere. In einigen Fanggebieten wird das Meer durch den Beifang so schwer geschädigt, dass ganze Ökosysteme in Mitleidenschaft gezogen werden. Beifänge gehen in keine Fangstatistik ein. Sie werden bei der Berechnung der Fangquoten nicht berücksichtigt.
In Südkorea gehen bis zu hundertmal so viele Delfine und Wale als „versehentlicher Beifang“ in die Netze wie in jenen Ländern, die nicht mit Walfleisch handeln (Stand 2005). Es wird angenommen, dass die Südkoreaner so das Verbot des kommerziellen Walfangs umgehen.

## Fangmethoden und Opfer

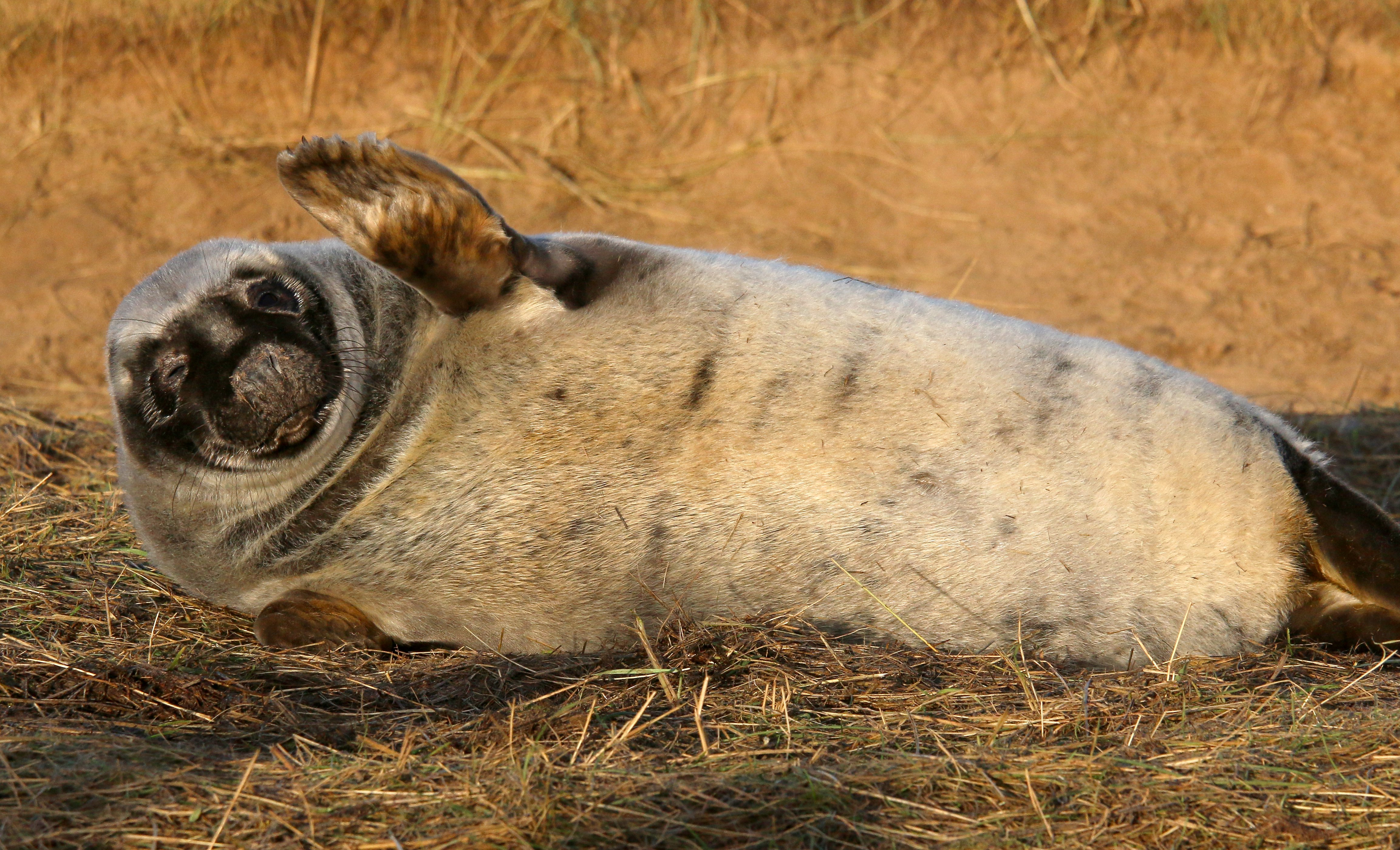
Besonders junge Seehunde ertrinken oft, wenn sie als Beifang in Fischernetze geraten

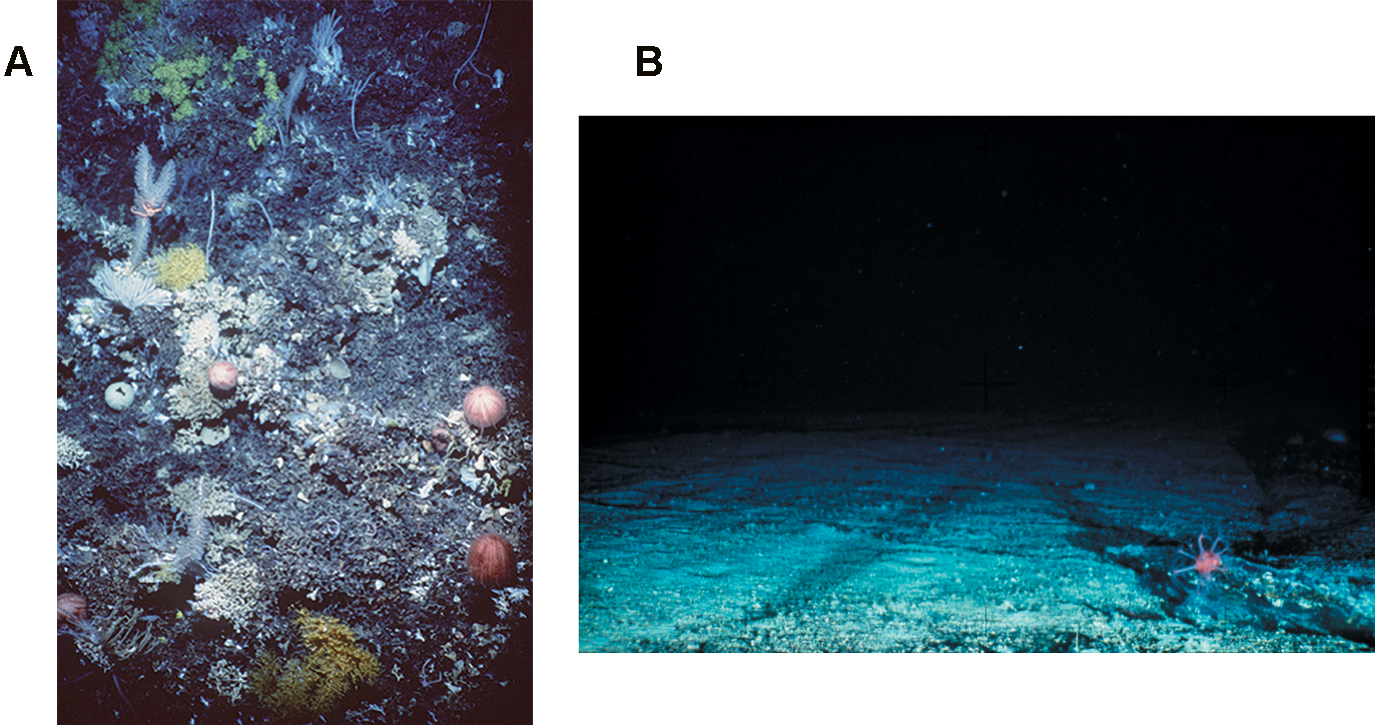
Ergebnis der Grundschleppnetz-Fischerei

Bei verschiedenen Fangmethoden wird unterschiedlicher Beifang an Bord der Schiffe gezogen. Seevögel verfangen sich häufig an den Haken der Langleinen. Sie fressen die Köder oder die Fische, die an den Leinen hängen, können sich nicht mehr von den Haken befreien und ertrinken.  Laut NABU sterben jedes Jahr (2011) allein durch die Flotten der EU-Mitgliedstaaten mehr als 200.000 Seevögel in Fischnetzen. In Grundschleppnetzen verfangen sich nicht nur Fische. Es werden auch Muscheln, Seesterne, Schwämme und Quallen gefangen.
Nach Angaben der Deutschen Stiftung Meeresschutz verenden auch Seehunde und Kegelrobben, die als Beifang gefangen wurden, oder in Stellnetze geraten, ebenfalls häufig, wobei sie entweder ertranken oder an ihren (durch Nylonschnüre verursachten) Verletzungen verstarben. Dabei wird nur ein Bruchteil der Todesopfer, die als Kollateralschaden der Fischerei auftreten angespült und entsprechend eingeordnet. Schätzungen zufolge sterben jedes Jahr im Frühling, allein in der südlichen Nordsee und im östlichen Ärmelkanal, Hunderte von Jungtieren.

## Möglichkeiten zur Beifangreduzierung
Eine Möglichkeit, den Beifang zu reduzieren, sind akustische Signalgeber. Diese Pinger geben Laute ab und sollen so Delfine abschrecken. Es existieren bereits Netze mit Fluchtklappen für Delfine und andere Nichtzielarten. Meeresschildkröten werden nicht so häufig gefangen, wenn man die Netze der Shrimpfischer mit Stahlgewichten beschwert. Bei der Langleinenfischerei auf Thunfisch kann der Beifang von Meeresschildkröten durch andersgeformte Rundhaken („circle hooks“) um bis zu 90 Prozent verringert werden. Deutlich weniger Seevögel werden mit den Langleinen gefangen, wenn man die Haken anders befestigt.
Mit dem selektiven Fischfang beschränken sich die Fischer auf eine bestimmte Fischart.

## Verwertung der Beifänge
Ob Beifänge verwertet werden dürfen oder nicht, hängt von der nationalen Gesetzgebung ab. So müssen Fischer in Norwegen den ganzen Fang in den Hafen bringen, in der EU und anderen Ländern gilt ein Beifangverbot, das besagt, dass Beifänge über Bord geworfen werden müssen.
BirdLife International in Europa fordert von der EU-Kommission, den „Beifang“ der europäischen Fischerei wirksam zu reduzieren. Die Europäische Kommission hat 2010 damit begonnen, einen Aktionsplan zur Reduktion der Seevogel-Beifänge zu entwickeln. Naturschutzverbände verweisen auf einfach umzusetzende technische Schutzmaßnahmen etwa in der Langleinenfischerei, die von Ländern wie Südafrika und Norwegen schon lange angewandt würden.
Das Bundesamt für Naturschutz erstellte eigene Studien an der deutschen Ostseeküste und erarbeitete Vorschläge für das künftige Fischereimanagement in marinen Schutzgebieten. Der NABU forderte in diesem Zusammenhang: „Die Mitgliedstaaten müssen das dringend benötigte Geld bereitstellen, um Beifang-Daten zu erheben und umweltschonende Fangtechniken weiter zu entwickeln.“ Fischer, die diese Techniken einsetzen, sollen nach Vorschlag des NABU belohnt werden, etwa mit einem bevorzugten Zugang zu Fischbeständen oder erhöhten Fangquoten.
Am 6. Februar 2013 befürwortete das Europäische Parlament ein Verbot des Rückwurfes des Beifanges.

## Plastik als Beifang

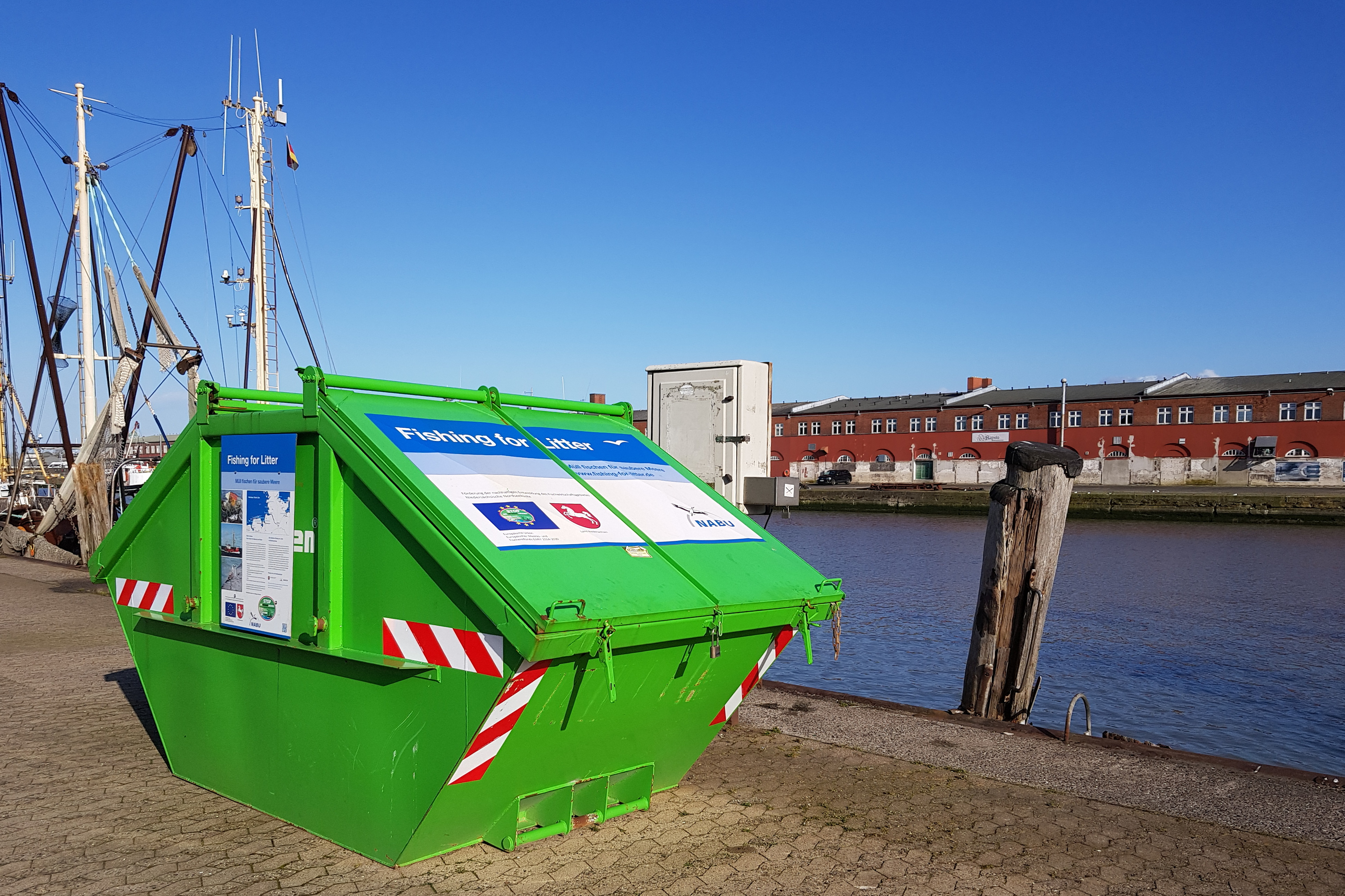
„Fishing for Litter“-Container im Alten Fischereihafen, Cuxhaven

Plastikmüll stellt weltweit 10 % bis 30 % des Beifangs dar und ist damit zu einem erheblichen Problem geworden. Da das Lagern des Mülls an Bord aufwändig und die Abfallentsorgung in Häfen kostenpflichtig ist, landet dieser Müll in der Regel sofort wieder im Meer. Einige Häfen und Umweltorganisationen sind dazu übergegangen, Plastikmüll kostenlos abzunehmen. So unterstützt zum Beispiel der NABU das Projekt „Fishing for Litter“, welches Fischer anhalten soll, den aus Nord- und Ostsee gefischten Müll in den Häfen kontrolliert abzugeben.